# Bourgogne
Bourgogne är en tidigare administrativ region i Frankrikes inland, som sedan 2016 är en del av regionen Bourgogne-Franche-Comté och som ungefär motsvarade de historiska provinserna Bourgogne och Nivernais. Regionhuvudstad var Dijon.
Bourgogne har givit namn åt maträtten Bœuf Bourguignon.

## Geografi
Bourgogne är belägen tämligen centralt i Frankrikes inland, med regionerna Champagne-Ardenne och Île-de-France i norr, Centre-Val de Loire i väster, Auvergne i sydväst, Rhône-Alpes i söder, och Franche-Comté i öster. Den består av departementen Yonne, Côte-d'Or, Nièvre och Saône-et-Loire. Regionens centrum är floden Saône.
Nivåskillnaderna i landskapet är tämligen stora, med högplatåer i öster, och floddalar längs Saône. Genom Dijon löper Canal de Bourgogne. Större städer i Bourgogne är Autun, Auxerre, Dijon, Mâcon, Chalon-sur-Saône, Sens, och Nevers.

## Historia
Huvudartikel: Burgund
Riket Burgund bildades av burgunderna på 400-talet, vilket då sträckte sig från Dijon till Medelhavet. Därefter tog frankerna över herraväldet, som delade riket under 800-talet i övre och nedre Burgund. 933 införlivades hela Burgund i Arelat, och hundra år senare i Tysk-romerska riket. I den senare statsbildningen utgjorde Burgund ett hertigdöme som regerades av huset Capet, och sedan av huset Valois. 
Filip den djärve grundade på 1300-talet ett burgundiskt rike med Flandern, där själva Burgund utgjorde ett frigrevskap. Eran var en stor guldålder för Burgund, som blev ett centrum för kultur (bland annat inom musikens och illuminationens områden), klosterlivet (med Cluny och Cîteaux), och handel.
Riket Burgund upplöstes 1477 när Karl den djärve slogs ner av schweizarna i slaget vid Morgarten. det område som numera utgör Bourgogne tillföll då Frankrike, medan Franche-Comté överläts till Maximilian av Habsburg. Därefter var Bourgogne av stor militärstrategisk betydelse, så nära belägen den tyska gränsen.

## Ekonomi
I regionen produceras bourgogneviner, spannmål och kött. Boskapsskötelsen drivs framför allt i högländerna, och vinodlingen i floddalarna. Industrialiseringen har påverkat den demografiska situationen i regionen mycket negativt, och Bourgogne är ett av Frankrikes stora avfolkningsområden.